# 小行星3129
小行星3129（3129 Bonestell）是一颗绕太阳运转的小行星，为主小行星带小行星。该小行星于1979年6月25日发现。
該小行星以美國太空藝術家切斯利·博恩斯泰爾命名。

## 轨道参数
小行星3129的轨道半长轴为2.6951132 UA，离心率为0.219。